# Ernest Buttura
Pour les articles homonymes, voir Buttura.
Ernest Buttura, né le 28 novembre 1841 à Paris et mort en 1920 dans cette même ville, est un peintre français du XIXe siècle.

## Biographie

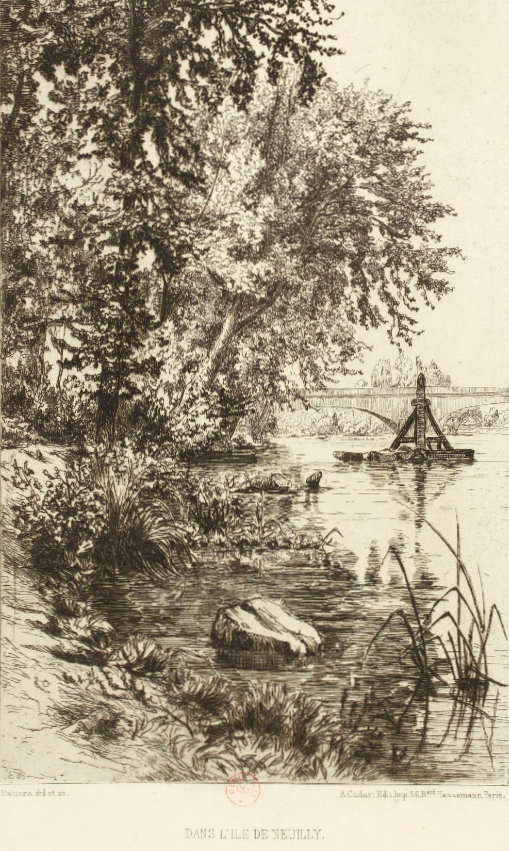
Ernest Buttura, Dans l'île de Neuilly.

Petit-fils de Antonio Buttura et neveu du peintre Eugène-Ferdinand Buttura, Ernest Buttura est l'élève de François Victor Eloi Biennourry et de Félix-Joseph Barrias. Il entre à l'école des beaux-arts en 1861 et expose régulièrement au Salon à partir de 1863.

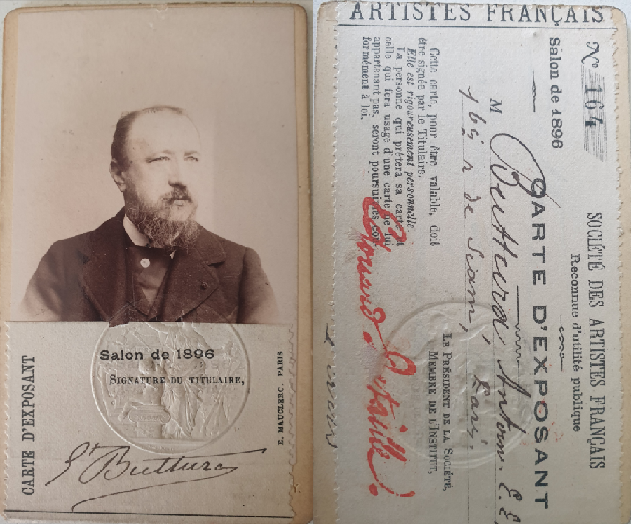
Paris Carte d'exposant Salon 1896 Antoine Ernest Eugène Buttura

Il partage sa vie entre Paris et Cannes, où son père le docteur Charles Antonin Buttura (1816-1894) s'est établi comme médecin de l'hôpital en 1860. La Siagne, la plaine de Laval et les montagnes du Var inspirent son œuvre.
À Cannes il possède un atelier, et est un peintre emblématique de cette ville. 

La majorité de sa production est réservée au paysage, mais il laisse également des études de rochers et de sous-bois, des peintures animalières, des natures mortes, des bouquets de fleurs, des académies et des compositions orientalistes. Un tel éclectisme, joint à une incontestable maîtrise, font de Buttura l'un des artistes en vogue à la fin du XIXe siècle, dans les milieux aisés en France comme à l'étranger. 

Il meurt à Paris en 1920 et est inhumé au cimetière du Montparnasse

## Musées
Son œuvre est conservée dans différents musées : 
- Musée des beaux-arts de Nice : L'automne aux environs de Cannes ; effet d'automne, Salon de 1866[5]
- Musée de la Castre à Cannes : Ravaudage des filets sur le littoral provençal, 1864 et Point de vue sur le Fort royal de l'île Sainte Marguerite, 1880[6]